# Mohamed Abdulá Hassan

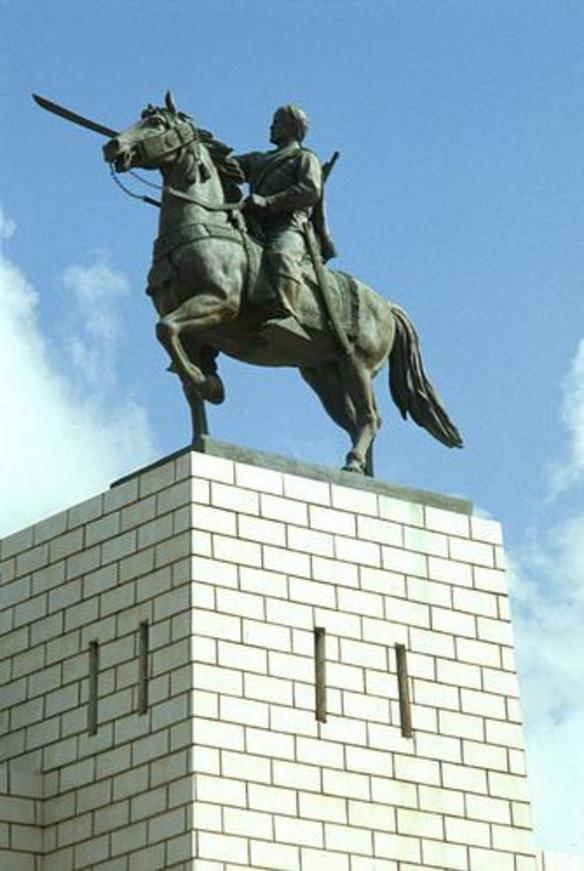
Estatua en honor a Mohammed en Mogadiscio.

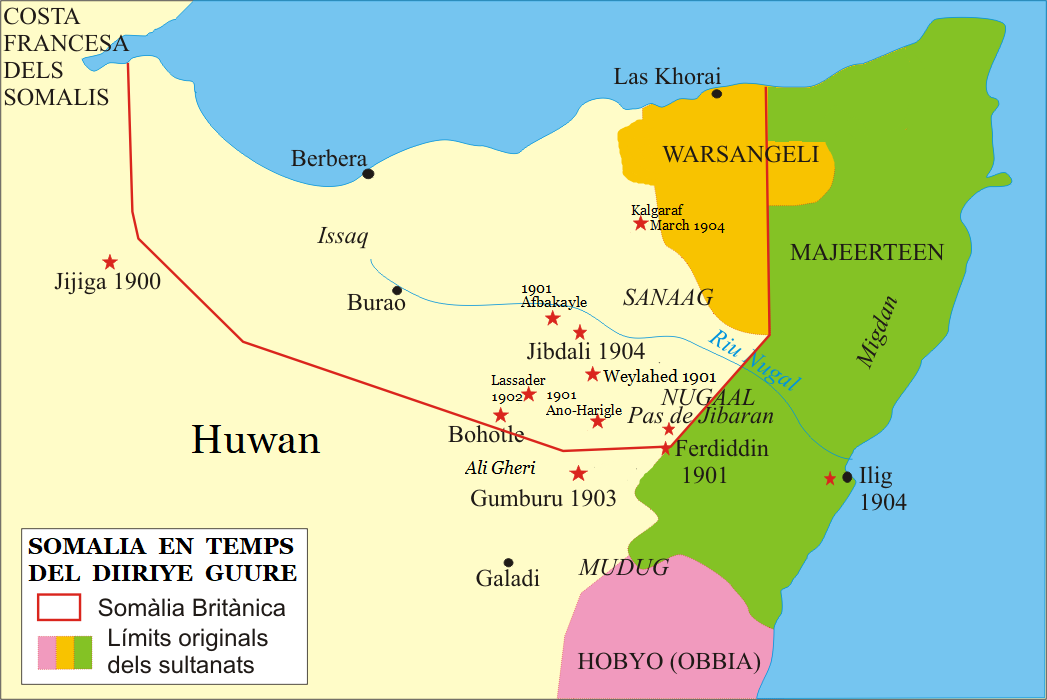

Sayyid Mohamed Abdulá al-Hassan (en árabe محمّد عبد اللّه حسّان) o, en somalí Sayid Maixamed Cabdille Xassan (7 de abril de 1856 - 21 de diciembre de 1920), llamado por los británicos El mulá loco (Mad Mullah), fue un líder religioso y militar nacionalista somalí que instauró el Estado de los Derviches y mantuvo durante veinte años una guerra antiimperialista contra italianos y británicos. Sayyid Mohamed fue uno de los primeros ejemplos de enfrentamiento entre la sharia o ley islámica y la sheer o costumbre tradicional somalí.

## Nacimiento e infancia
Nació en 1856 en Kob Faradod o en Kirrit, en el valle de Sac-ma-deega, un pozo de agua entre Wud-Wud y Buuhoodle, en el sur de la futura Somalia británica. Era hijo del gran jeque de Cabdulle y de Timiro Seed. Su abuelo, el jeque Xasan Nuur, del clan Ogadeni, se había establecido en las tierras de los Dalbahante y se había casado con una mujer de ese clan (1826). 
Era miembro de una familia de pastores nómadas, pero estudió el Corán tras cumplir los siete años y se aprendió las 114 suras principales antes de cumplir los once, y años más tarde se convirtió en maestro durante dos años. Después profundizó sus estudios islámicos durante diez años viajando a diversos lugares como Mogadiscio, Nairobi, Harar y Sudán, recibiendo lecciones de jeques con grandes conocimientos religiosos.

## Entrada a la cofradía de los Salahiya
En 1892 viajó a La Meca, donde se encontró con el jeque sudanés Mohamed Salá (1853-1917), fundador de la secta Salahiya, que ejerció en el una gran influencia. En 1895, vuelve a Somalia como representante de la secta Salahiya.
Nada más llegar a Berbera rehusó pagar la tasa de aduanas. El encargado lo fue a detener, pero el intérprete le detuvo, diciendo: «Señor, es un mulá loco». Más tarde los británicos tomarían este nombre como un apodo despectivo, el sacerdote loco, el mulá loco.
Mulá se dedicó a difundir su fe; hasta ese momento la influencia de la secta Salahiya, una escisión de la Ahmadiya, era muy limitada. De la misma forma, otra escisión de la secta Ahmadiya, los Andarawiya, tenían también poca presencia. Sayyid Muhammad comenzó a predicar contra la degradación moral de la secta Qadiriya, mayoritaria en Somalia, que se adaptaba al colonialismo en Benadir; y condenó también el uso del alcohol, el tabaco, el café, el té y el khat (Catha edulis, hojas tiernas de un árbol de la región que al masticarlas producen un suave efecto narcótico y aún hoy se consumen en los países del Cuerno de África y Yemen). Las danzas estaban prohibidas a sus partidarios, incluyendo la popular danza hiikow de los somalíes urbanos, que los musulmanes piadosos consideraban licenciosa.

## El fracaso de Berbera
Sus intentos de convertir a la comunidad urbana somalí en Berberá fracasaron, la secta Qadirirya tenía fuertes raíces y los ulemas o jeques se oponían con firmeza, siendo denunciado a los británicos por sus ideas anticolonialistas. La mezquita de los Salahiya fue cerrada en 1897. Mohammed marchó entonces con sus seguidores al país de su madre, la tierra de los dhulbahantes, al sur de la Somalia Británica.
Por el camino, pasaron cerca de Daymoole, no muy lejos de Berbera, donde en 1891 se había establecido una misión católica francesa donde había un orfanato, y al preguntar a uno de los huérfanos por su nombre le dio uno cristiano, y al preguntarle por su clan, le dijo que era del clan de los sacerdotes del lugar. Esto lo afirmó en la idea de que los misioneros estaban cristianizando al pueblo y que hacía falta combatir tanto a los cristianos colonialistas como a los Qadiriya que toleraban el colonialismo.
Finalmente llegó a su destino en Qorya-weyn, un pozo a unos 50 km al oeste de Caynaba (Aynabo).

## Creación del movimiento daraawiish
Allí atrajo a los pastores de la zona y el pueblo en general respondió positivamente, hizo de mediador para establecer los feudos de los clanes lo que lo puso en los ojos de la gente al nivel de awliya (santo) enviado para resolver los conflictos. Eso sirvió también para que los británicos les dejaran a su aire, ya que el establecimiento de la paz entre los clanes y subclanes mantenía la tranquilidad del país, pero este entendimiento entre las familias reforzaba la autoridad de Mohammed.
Este predicaba aspectos de la filosofía salahiya como el rechazo al tawassul o intercesión de los santos difuntos, ya que lo consideraban una forma de politeísmo (shirk) y reclamaba un riguroso sometimiento a la sharia, criticando la forma laxa en la que prevalece en la práctica religiosa de los somalíes. Quería mezclar religión y espada (wadaad y waranleh) y hacer la yihad (guerra santa) como una obligación personal (fard al-'ayn) ya que los cristianos habían invadido el reino del islam. LLamó a sus seguidores daraawiish y les dio como distintivo un turbante blanco (duub cad), indumentaria tradicional sufí. En poco tiempo muchas sociedades pastoriles le siguieron y ya eran más de 5000 en 1898.
En abril de 1898 trasladaron su sede a Dareema-caddo, un oasis al noroeste de Buuhoodle, y el movimiento siguió creciendo. Mohammed creó una serie de órganos para gobernar a su gente: un consejo ministerial (qusuusi), un cuerpo de guardia (gaar-haye) que garantice la seguridad de los dirigentes, un ejército (maara-weyn) organizado en siete regimientos (Shiikh-yaale, Gola-weyne, Taar-gooye, Indha-badan, Miinanle, Dharbash y Rag-xun) cada uno de ellos con un comandante (muqaddim) de mil hombres, llegaron a ser 4000, y el pueblo (reer-beede), formado por la gente de los clanes que seguía el movimiento derviche o daraawiish.
Así, el movimiento de Mohammed se organizaba de la misma forma que la hermandad Salahiya, con un orden jerárquico estricto y centralizado. El mantenimiento de las fuerzas militares fue garantizado inicialmente por la caridad (siyaaro) que los musulmanes estaban obligados a dar a los notables religiosos, y cuando el movimiento creció más ampliaron la recaudación difundiendo el rumor de que quien no ayudara a los derviches en la yihad podría ser asesinado y su propiedad confiscada. También hizo correr el rumor de que tenía conexiones divinas que le ayudarían a lanzar a los infieles al mar (discurso bien acogido). Se hacía llamar Aabbe sayidii (Padre y Maestro) cuando la tradición somalí pastoril era llamarse uno a otro «primo» (ini-adeer).

## Inicio de la guerra santa
En agosto de 1898, los derviches de Mohammed ocuparon Burco (Burao), lo que les permitió controlar los pozos de agua de Habar Yoonis y Habar Tol-jecle hasta el país de los dhulbahantes.
En 1899, un funcionario británico fue al establecimiento que tenía Sayid y le vendió su arma, pero al volver a Berbera contó que se la había robado. El consejo británico envió una carta a Mohammed ordenándole restituir inmediatamente el arma. El 1 de septiembre de 1899, Mohammed contestó a la carta enviada con otra carta en la que decía desconocer la soberanía británica. Una asamblea en Burao proclamó la guerra santa contra británicos, italianos y abisinios. El soberano de Habar Yonis, el sultán Nuur Ammaan, en desacuerdo, pidió secretamente ayuda a los británicos, pero Mohammed se enteró y consiguió poner de su lado a los habar yonis y que depusieran al sultán, quien fue sustituido por un sultán más favorable a la causa. Esta misma política se siguió con otros jefes de clan.
Poco después los derviches atacaban un establecimiento de la secta Qadiriya en Sheikh, un pueblo entre Berbera y Burao, los habitantes fueron masacrados. Los británicos se alarmaron pero estaban ocupados en la guerra contra los Bóeres y no pudieron hacer nada. Bajo la presión del gobierno local, el gobierno de Londres aceptó reclutar un cuerpo local de tropas para combatir a los rebeldes.

## Política represiva del Mulá Loco
Mohammed estableció algunas reglas como el decreto penal conocido como «usted desafía» (waad-xujowday) para aquellos que no obedecían las reglas de la secta, se llamó así porque Mohammed le dijo a un hombre, de nombre Firin Qodax Faahiye, que se negaba a cumplir una obligación «si usted elige la justicia de los infieles antes que la de la ley islámica, usted es un infiel; usted desafía el código islámico y la ley lo condena a pena capital». Firin fue el primer hombre ejecutado por orden de Mohammed.
Garaad Cali Garaad Maxamuud, de la línea Bah-Ararsame del clan dhulbahante, fue uno de los jefes de clan del Nugaal, centro del dominio de Mohammed, al que este pidió ayuda a finales de 1899. Garaad Cali le dijo que no, ya que los quehaceres políticos eran cosa de jefes de clan y los jefes religiosos se tenían que ocupar solo de la religión. Entonces, Mohammed, le invitó a visitar su xarun (cuartel) y Cali aceptó. En la discusión, Cali se afirmó como soberano de Nugaal y su pueblo y reclama obediencia a esta condición por parte de Mohammed. El enfrentamiento fue inevitable. Cali pidió ayuda a Bogor Cismaan, sultán de Majeerteen que tenía sede en Bosaso (Boosaaso) y envió también una carta al cónsul general británico en Berbera, el equivalente al gobernador.
Al enterarse Mohammed, envió un grupo de hombres que asesinaron a Cali. Pero este hecho provocó que muchos abandonasen la causa de Mohammed. Sólo sus parientes maternos, los Cali Geri, permanecieron a su lado y todo el Nugaal se volvió en su contra; tuvo que marcharse a Ogaden con sus parientes paternos (1900).

## Periodo en Ogaden
Mohammed se estableció en Haradigeed, en los territorios del clan paterno de los Mohammed Subeer en Ogaden; volvió a empezar a predicar y a hacer de mediador entre líneas enfrentadas de clanes, y volvió a adquirir reputación de santo. Para ganar más poder se casó con la hija de uno de los cabeza de clan y dio su hermana Toox-yar Cabdulle Hassan en matrimonio a otro cabeza de clan, Cabdi Mohammed Waal.
Abisinia envió una fuerza militar que por el camino atacó y robó a los nómadas. El ganado robado fue llevado a la ciudad de Jijiga. Los pastores pidieron ayuda a Mohammed, y el 5 de marzo de 1900 los derviches atacaron aquella ciudad matando 230 abisinios y pudiendo recuperar el ganado aunque a costa de fuertes pérdidas. En junio, los derviches atacaron los establecimientos de la línea Ciida-gale, del clan issaq en Gaaroodi, un oasis entre Oodweyne y Hargeisa haciendo un botín de 200 camellos (el ataque se llamó «Operación Dayax-Weerar» o «Noche de plenilunio»). Este otro ataque contra musulmanes volvió a hacer que Mohammed perdiera popularidad y más aún porque fue dirigido contra dos jerifes, dos supuestos descendientes directos del Profeta. Los Issaq, por su parte, pidieron ayuda a los británicos.

## Complot de Gurdumi
Pronto, la rivalidad creció entre Mohammed (que era de la rama menor de los Bah-Geri) y los cabezas de clan de los Mohammed Subeer. Un cabeza de clan, Shire-Dhabarjilic Hassan-Jiijiile, que rehusó entrar en la cofradía, fue asesinado en su residencia y su cuerpo fue pisado expresamente por caballos. Mohammed fue acusado de su muerte y los ancianos del clan decidieron secretamente asesinar a Sayid y a los miembros de su consejo.
El plan, conocido como «complod de Gurdumi», fracasó en el último momento después de meses de preparación. Mohammed salió ileso. Su colaborador, Aw-Cabbas, cayó a golpe de lanza de los conspiradores, alertadas las fuerzas derviches, se hicieron con el control de la situación y masacraron a los guerreros del clan. Después los nómadas del clan fueron atacados y su ganado confiscado. Esta confiscación, conocida como Garab-cas, dejó a los Mohammed Subeer sin buena parte de sus propiedades.
Mohammed se desplazó a Dhiito, donde los Mohammed Subeer le enviaron una delegación de paz formada por 32 de sus principales hombres, entre ellos, el cuñado de Sayid, Cabdi Mohammed Waal. Mohammed hizo detener a los delegados y que se les encadenara, y exigió por su liberación un pago en dinero por la muerte de su colaborador, Aw-Cabbas, el retorno de dos revólveres que había perdido durante la lucha y cien camellos por cada hombre (3200 en total). El clan no pudo pagar los camellos, y al acabar el término Mohammed ordenó la ejecución de los presos. Entonces, los Mohammed Subeer se aliaron a los abisinios. La muerte de los presos, que eran una delegación de paz, era considerado un grave crimen entre la sociedad pastoril somalí e hizo caer completamente el prestigio de los derviches, ya muy dañado previamente. Los hechos corrieron de boca en boca por toda Somalia.

## Vuelta a Nugaal
Una fuerza combinada de los abisinios y los ogadeni con los Mohammed Subeer atacó a los daraawiish y les obligó a huir hacia el este hasta el valle de nugaal, que habían abandonado dos años antes. Su vuelta creó alarma entre las dos entidades que formaban el grueso de la Somalia Italiana: los sultanatos protegidos de Majeerteen (Migirtinia) bajo el sultán Boqor Cismaan, y de Hobyo (Obbia) bajo el sultán Cali Yuusuf Keenadiid. La tercera entidad de la Somalia Italiana era la costa de Benadir, que formaba la colonia (bajo dominio directo).
Pero los más alarmados fueron los clanes del protectorado británico, ya que después de unos meses de inactividad o de poca actividad (entre marzo y agosto), en agosto atacó súbitamente al grupo Aidegalla y obligó a todos los clanes amigos de los británicos a huir del Hawd en absoluta confusión. En septiembre fue el grupo Habr Awal el que fue atacado.

## Primeras expediciones británicas
En Jubaland estalló una revuelta dirigida por el subclan Awlyahan (parte de los ogadenis) encabezados por Cabdurraxman Mursaal, que acabaría con la muerte del subcominsionado británico Arthur Jenner a finales de 1900, pero las dos revueltas no tuvieron contacto y la revuelta en Jubaland fue dominada por una expedición británica en 1901.
Los británicos decidieron organizar una expedición contra los derviches, y en noviembre de 1900 llegó al protectorado el teniente coronel E.J.E. Swayne, que organizó la expedición al mismo tiempo que enviaban al mayor A. Hanbury para coordinar las fuerzas con los abisinios. 
Esta expedición salió de Burao el 22 de mayo de 1901, con 21 oficiales británicos y 1500 soldados somalíes (500 jinetes). Los británicos destruyeron el lugar de nacimiento del Mulá, Kob Faradod, y otros lugares, pero evitando siempre destruir mezquitas. En el primer combate contra los derviches se usaron ametralladoras que devastaron los campos de los rebeldes (Afbakayle, 3 de junio). El segundo combate fue en Fardhhirin (16 de julio). Los británicos persiguieron a los seguidores del Mulá día y noche, pero estos, buenos conocedores del terreno, no se dejaron atrapar y finalmente los británicos se retiraron. Las bajas de los derviches se estimaron en unos 1200 muertos y heridos y atraparon a 800 prisioneros incluyendo a algunos notables. El mulá no pudo retomar su actividad hasta octubre de 1901 y recuperó armamento mediante contrabando en enero de 1902, momento en el que los dhulbahantes se pusieron otra vez de su lado.

## Expediciones de 1902 y 1903
En junio de 1902, el Mulá disponía de 15 000 hombres (12 000 jinetes y 1500 fusileros). Los británicos organizaron una expedición que disponía de 2000 fusileros, casi todos somalíes. La operación acabó con la batalla de Beerdhiga (Eeragoo o Erigo) el 4 de abril de 1902, con victoria británica sin ningún resultado decisivo. Los derviches tuvieron 1.400 bajas, muchos prisioneros y perdieron 25 000 camellos, además de otros animales. Los derviches pudieron retirarse al distrito de Mudug.
Las fuerzas británicas (ya eran 2400 soldados, de los que 1500 eran reclutas locales) aumentaron en 900 hombres de África y 300 de la India. En 1903, bajo la dirección suprema del brigadier Manning, una fuerte columna avanzaba hacia el sultanato de Obbia y entraba en el Mudug, al tiempo que otra operaba en la línea Berbera-Bohotlet. Mientras tanto una fuerza de 5000 abisinios dirigidos por oficiales británicos avanzaba por Webi Shebeli, para evitar una retirada hacia esta zona. El avance hacia Hobyo se inició el 22 de febrero de 1903 y el Mulá se retiró inmediatamente hacia Walwal y Wardair. Solo en alguna ocasión los británicos se toparon con fuerzas relevantes de los derviches y se libraron las batallas de la colina de Cagaar-weyne (Gumburo) el 17 de abril de 1903 (donde los británicos perdieron 9 oficiales y 189 soldados, pero las bajas de los derviches fueron de 2700 hombres) y de Daratooles o Daratoleh, el 22 de abril de 1903 donde los derviches perdieron muchos hombres mientras que los británicos solo dos oficiales y trece soldados (cuatro oficiales y 25 soldados heridos). Mientras, los abisinios derrotaron a los derviches en Webi Shelebi, donde murieron un millar de rebeldes el 31 de mayo. Tras esta batalla el Mulá tomó un giro brusco hacia el este en dirección al valle de Nugaal y fue imposible de interceptar por lo que la expedición volvió otra vez sin un resultado definitivo.
En 1903 los biimaal, un clan que vivía entre Marka y el Webbi Shebelli (río de los Leopardos) en la Somalia italiana, se revolucionó. Mohammed tenía contactos con los Biimaal a través del jeque Cabdi Gafle, pero nunca actuaron conjuntamente (finalmente la revuelta fue liquidada por los italianos en 1908).
El conocimiento del terreno y de las tácticas usadas, la determinación y la organización fueron las causas de las repetidas medias victorias de los derviches hasta la última batalla, en 1904, cuando las tácticas de guerrilla fueron despreciadas tras tantas victorias y se pasó a una táctica convencional.

## Expedición británica de 1904
La expedición de 1904 se preparó con 8000 hombres (contra unos 6000 u 8000 derviches). Los británicos habían fijado una posición en Galadi, en Hawd, para evitar la huida de los derviches hacia el sur y en diciembre de 1903 el comandante en jefe, el general Charles Egerton, concentró sus fuerzas en Wadamego. El 20 de diciembre, Kenna, con la caballería, se dirigió a Badwein para comprobar la fuerza del enemigo. Los rebeldes estaban concentrados en la llanura de Jibdali (o Jidbaale), un oasis al norte de Laas Caanood, y el general Egerton movió sus fuerzas a 35 km al este de Badwein (9 de diciembre) y llegaron a Jidbaale al día siguiente por la mañana, donde los derviches fueron atacados y derrotados completamente (10 de diciembre). Los rebeldes huyeron hacia el norte en dirección Jidali, hacia el territorio italiano. Los británicos solo tuvieron tres oficiales muertos, y veintitrés soldados, y un total de 37 heridos, 9 de ellos oficiales. Entre esta batalla y los enfrentamientos durante la persecución los derviches tuvieron entre seis mil y siete mil bajas entre muertos y heridos, y huyeron al sultanato de Majeerteen, perseguidos por los británicos. La segunda batalla tuvo lugar cerca de Ilig el 29 de abril de 1904, y los derviches fueron derrotados.
Douglas Jardine, Secretario de la administración de la Somalia Británica entre 1916 y 1921 escribió que el Mulá atribuyó el fracaso de su misión religiosa a las condiciones políticas de la zona y a la falta de piedad de sus seguidores; parece que no valoró la importancia de las alianzas de los clanes a la hora de darle apoyo o de quitárselo. Su conclusión era que para conseguir sus objetivos religiosos tenía que añadirle un proyecto político, que era la sustitución de su autoridad temporal en lugar de los líderes de los clanes y la de los colonialistas y que tenía que imponer este proyecto con fuego y espada.

## Alianzas del Mulá
Mohammed no tenía buenas relaciones con el sultán Boqor Cismaan (Bokor Osman Mahmud) de Majeerteen tras el fracaso del matrimonio proyectado con su hija Qaali, pero le envió un mensaje de auxilio. Los italianos, presionados por los británicos, obligaron a Boqor a no prestar ninguna ayuda a refugiados o derviches.
Los derviches tuvieron que luchar con fuerzas leales contra Boqor (quien parece que en realidad les dejó pasar) y finalmente llegaron a Ilig, un puesto estratégico en la costa del océano Índico, donde esperarían a ser atacados, y así pudieron descansar. El prestigio de Mohammed estaba gravemente afectado, su base económica (el ganado) perdida, y sus fuerzas habían pasado de unos 8.000 a unos 800 hombres.
Mohammed, que ya tenía cuatro mujeres (y se había divorciado varias veces para poder casarse, ya que según la ley islámica se podía tener un máximo de cuatro mujeres) pidió la mano de la hermana de Maxamuud Cali Shire, hijo del poderoso garaad Cali Shire de Warsangeli, y de la hermana de Islaan Aadan de la línea Cumar Maxamuud de los majeerteen. Estas alianzas le permitirían reconstruir sus fuerzas, además de que la alianza con los warsangeli le daba acceso a Laas Khoray (o Las Qoray o Maaakhergoosh), una puerta a Arabia por donde podría recibir armas y munición.